# Kurt Vonnegut
Kurt Vonnegut Jr. (/ˈvɒnɪɡət/; 11 tháng 11 năm 1922 – 11 tháng 4 năm  2007) là một nhà văn người Mỹ nổi tiếng nhờ các tiểu thuyết châm biếm và hài hước đen tối. Trong sự nghiệp kéo dài 50 năm, ông đã xuất bản mười bốn cuốn tiểu thuyết, ba tuyển tập truyện ngắn, năm vở kịch, và năm tác phẩm hư cấu; các tuyển tập khác được xuất bản sau khi ông qua đời.
Sinh ra và lớn lên ở Indianapolis, Vonnegut theo học tại Đại học Cornell nhưng rời trường năm 1943 và nhập ngũ vào Quân đội Hoa Kỳ. Là một phần trong chương trình huấn luyện, ông theo học kỹ thuật cơ khí tại Học viện Công nghệ Carnegie (giờ là Đại học Carnegie Mellon) và Đại học Tennessee. Sau đó ông được điều động tới châu Âu để chiến đấu trong Chiến tranh thế giới thứ hai và bị người Đức bắt sống trong Trận Ardennes. Ông bị giam giữ ở Dresden, nơi ông sống sót sau vụ đánh bom thành phố của quân Đồng minh trong tủ đựng thịt của lò mổ nơi ông bị giam giữ. Sau khi chiến tranh kết thúc, ông kết hôn với Jane Marie Cox và cả hai có với nhau ba người con. Vonnegut nhận nuôi ba trong số các cháu trai của mình sau khi em gái ông qua đời vì ung thư và chồng bà qua đời do tai nạn tàu hỏa.
Vonnegut xuất bản cuốn tiểu thuyết đầu tiên của mình, Người chơi Piano, vào năm 1952. Cuốn tiểu thuyết nhận về đánh giá tích cực nhưng không thành công về mặt thương mại trong thời điểm đó. Trong gần 20 năm sau đó, ông xuất bản vài cuốn tiểu thuyết và đều đucojw đánh giá cao, hai trong số đó—The Sirens of Titan (1959) và Cái nôi của mèo (1963)—được nhận đề cử Giải Hugo cho hạng mục tiểu thuyết viễn tưởng hoặc kỳ ảo hay nhất của năm. Ông xuất bản một tuyển tập truyện ngắn với tiêu đề Chào mừng bạn đến với Nhà Khỉ vào năm 1968. Cuốn tiểu thuyết thứ sau của ông, Lò sát sinh số năm (1969), là một bước đột phá trong sự nghiệp của ông, khi thành công cả về mặt thương mại và chất lượng. Thông điệp phản chiến của cuốn sách đã gây được tiếng vang lớn với độc giải trong bối cảnh Chiến tranh Việt Nam đang diễn ra, và cuốn sách nhìn chung là được đánh giá tích cực. Sau khi được xuất bản, Lò sát sinh số 5 đã đứng đầu Danh sách Best Seller do New York Times bình chọn, khiến Vonnegut trở nên nổi tiếng. Ông được mời đến để phát biểu, diễn thuyết, và phát biểu trong lễ tốt nghiệp trên khắp cả nước, đồng thời nhận về nhiều giải thưởng và danh hiệu.
Trong sự nghiệp sau này, Vonnegut xuất bản một vài bài tiểu luận tự truyện và tuyển tập truyện ngắn, chặng hạn như Những số phận tệ hơn cái chết (1991) and Người không quê hương (2005). Sau khi qua đời, ông được ca ngợi là một trong những nhà văn đương đại quan trọng nhất. Con trai ông Mark đã xuất bản một tuyển tập gồm các tác phẩm chưa được xuất bản của ông, với tiêu đề Armageddon in Retrospect, vào năm 2008. Vào năm 2017, Nhà xuất bản Seven Stories xuất bản Tuyển tập truyện hoàn tất, một tuyển tập bao gồm các tác phẩm hư cấu ngắn của Vonnegut, bao gồm năm truyện không được xuất bản trước đây. Tuyển tập truyện hoàn tất được sưu tầm bởi bạn bè của Vonnegut và các học giả Jerome Klinkowitz và Dan Wakefield.